# Робинсон, Джастин
Джастин Девон Робинсон (англ. Justin DeVaughn Robinson; род. 12 апреля 1995, Кингстон, штат Нью-Йорк США) — американский профессиональный баскетболист, играющий на позиции разыгрывающего защитника.

## Карьера
Робинсон выпускник университета Монмут, дважды кряду признавался лучшим игроком конференции MAAC, а также помог своей команде выиграть регулярный чемпионат. В сезоне 2016/2017 стал безоговорочно лучшим игроком университета, в среднем набирая 19,7 очка (40,3% трёхочковые) и делая 4,8 передачи, 3,8 подбора и 1,4 перехвата за 33,2 минуты на паркете.
Весной 2017 года Джастин принял участие в традиционном турнире «Portsmouth Invitational» (куда отбирают лучших выпускников университетов), где отметился 13,0 очка, 8,7 передачи, 4,0 подбора, 2,0 перехвата за 33,3 минуты.
В июле 2017 года Робинсон продемонстрировал яркую игру составе «Майами Хит» в Летней лиге НБА. Особенно Джастину удались встречи против «Вашингтон Уизардс», в которой набрал 19 очков и отправил в цель решающий бросок, а также поединок против «Лос-Анджелес Клипперс», где записал на свой счёт 22 очка, 6 передач и 4 перехвата. Его средняя статистика в Летней лиге НБА в Лас-Вегасе составила 12,6 очка (39,1% трёхочковые), 3,2 передачи, 2,8 подбора, 1,6 перехвата за 22,4 минуты.
В августе 2017 года Робинсон подписал контракт по схеме «1+1» с «Автодором». В 27 матчах Единой лиги ВТБ Джастин набирал в среднем 11,8 очка, 7,0 передачи, 2,8 подбора и 1,6 перехвата за 32:17 минуты.
В феврале 2018 года Робинсон был признан «Самым ценным игроком» Единой лиги ВТБ, став самым молодым, а также самым низкорослым (174 см) MVP в истории Лиги. Средние показатели Джастина по итогам месяца составили 23,5 очка, 11,0 передачи, 2,5 подбора и 28,5 баллов за эффективность действий.
В июле 2018 года Робинсон перешёл в «Элан Шалон». В 34 матчах чемпионата Франции Джастин набирал в среднем 15,1 очка, 8,2 передачи и 3 подбора.
29 декабря 2018 года Робинсон принял участие в «Матче всех звёзд» чемпионата Франции. В этом матче он провёл на площадке 24 минуты, за которые набрал 21 очко, 14 передач и 2 подбора.
В июне 2019 года Робинсон продлил контракт с «Элан Шалон». В сезоне 2019/2020 его статистика составила 11,6 очка и 5,8 передачи.
В августе 2020 года Робинсон стал игроком «Виктории Либертас».
В августе 2022 года Робинсон перешёл в «Гравлин-Дюнкерк».
Сезон 2023/2024 Робинсон начинал в «Меркезефенди Беледиеси Денизли Баскет», но в ноябре перешёл в «Универсо Тревизо».